# Kauffenheim
Kauffenheim (Kafem in alsaziano) è un comune francese di 212 abitanti situato nel dipartimento del Basso Reno nella regione del Grand Est.

## Società

### Evoluzione demografica
Abitanti censiti